# Conde de Norfolk
O título de conde de Norfolk foi criado por diversas vezes em Inglaterra. Esse título está associado ao condado de Norfolk.

## História do título
O título de "earl" (conde) de Ânglia Oriental era um título anglo-saxão de Girto. Ele foi morto na batalha de Hastings durante a conquista normanda da Inglaterra, em 1066.
O título foi recriado por volta de 1067 por Guilherme, o Conquistador, muito possivelmente antes do seu regresso ao ducado da Normandia, para Ralph l'Écuyer, um bretão instalado na Ânglia Oriental antes da conquista. O seu filho Raul de Gael sucedeu-lhe por volta de 1069. Foi-lhe retomado em 1075 por traição, após a revolta dos condes.
A primeira dinastia a ter o título é a da família Bigot, no século XII e XIII. Mais tarde, o título é obtido pelo Mowbray que foram também duques de Norfolk. Como os Bigot descendiam de uma linhagem feminina de Guilherme Marechal, herdaram o título de conde Marshal, ainda pertencente aos duques de Norfolk.
À morte de Rogério em 1306, e não tendo descendentes, o título e as posses voltaram para a coroa. Em 1312 o título foi recriado por Eduardo I de Inglaterra para o seu filho Tomás de Brotherton. Tomás Mowbray foi feito duque de Norfolk em 1397, e a sua avó, então condessa de Norfolk, foi também feita duquesa. à morte de João III Mowbray (4º duque) em 1476, só existia Ana como herdeira, a sua filha de 4 anos de idade. Esta herdou portanto o título de condessa, mas não o de duquesa. A 15 de janeiro de 1478, com 5 anos de idade, esta casa-se com Ricardo de Shrewsbury, duque de Iorque, filho de Eduardo IV de Inglaterra, também ele com 4 anos de idade. Esse casamento permitiu a seu pai controlar os vastos domínios da sua nora.
Com a morte de Eduardo IV em 1483, e após investigação, descobriu-se que este teria contraído um matrimónio secreto antes de seu casamento oficial, sendo portanto bígamo, e por consequência o novo rei Eduardo V e o seu irmão Ricardo de Shrewsbury eram ilegítimos. É portanto Ricardo III que sucede a Eduardo V após ter casado, fechando os seus dois sobrinhos na torre de Londres "para a sua segurança", de onde nunca mais sairiam. O destino que tiveram é totalmente desconhecido.

## Conde da Ânglia Oriental (c.1067)
- c. 1067-c.1069: Raul, o Escudeiro;
- c. 1069-1075: Raul I de Gaël († 1097). Seu filho.

Título confiscado por traição.

## Segunda criação (1141)
- 1141-1177: Hugo Bigot (1095 - 1177);
- 1189-1221: Rogério Bigot († 1221). Filho do anterior;
- 1221-1225: Hugo Bigot († 1225). Filho do anterior;
- 1233-1270: Rogério Bigot († 1270). Filho do anterior;
- 1270-1306: Rogério Bigot († 1306). Sobrinho do anterior.

Regresso à coroa.

## Terceira criação (1312)
- 1312-1338: Tomás de Brotherton († 1338). Filho de Eduardo I de Inglaterra;
- 1338-1399: Margarida de Brotherton († 1399), condessa e depois duquesa de Norfolk (1397). Filha do anterior;
- 1397-1399: Tomás de Mowbray (1365-1399), 1º duque de Norfolk e em 1399 conde de Nottingham. Neto da anterior;

É retomado o título de duque.
- 1399-1405: Tomás Mowbray (1385-1405), 1º conde de Nottingham. Filho do anterior;
- 1405-1432: João Mowbray (1392-1432), conde e depois duque de Norfolk(desde 1425), conde de Nottingham. Irmão do anterior;
- 1432-1461: João Mowbray (1415-1461), 3º duque de Norfolk. Filho do anterior;
- 1461-1476: João Mowbray (1444-1476), 4º duque de Norfolk. Filho do anterior;

Em 1476 o ducado fica temporariamente inativo.
- 1476-1481: Ana de Mowbray (1472-1481), condessa de Norfolk, duquesa de Iorque e depois de Norfolk (1481). Filha do anterior.

## Quarta criação (1481)
- 1481-1483?: Ricardo de Shrewsbury (1473 - 1483?), duque de Iorque e depois duque de Norfolk. Filho de Eduardo IV de Inglaterra.

## Quinta criação (1644)
- 1644-1646?: Tomás Howard (1585-1646), 14º (ou 21º) conde d'Arundel e 4º de Surrey;
- 1646-1652?: Henrique Frederico Howard (1608-1652). Filho do anterior;
- 1652-1677?: Tomás Howard (1627-1677), conde e depois 5º duque de Norfolk (1660). Filho do precedente.

Para seguir, ver duque de Norfolk.